# Hötzelsroda
Hötzelsroda ist seit 1994 ein Stadtteil der Stadt Eisenach im Wartburgkreis in Thüringen.

## Geografie
Hötzelsroda befindet sich naturräumlich im Gebiet Werrabergland-Hörselberge, wozu man die durch Muschelkalkplatten dominierten Bereiche des nördlichen Stadtgebietes von Eisenach zählt.
Der historische Ortskern liegt in einer natürlichen Senke des Weihersbaches, etwa vier Kilometer nordöstlich von Eisenach. Das Gelände erscheint hügelig und ist stark modelliert. Die höchsten Erhebungen sind der Eichberg (331 m) westlich der Ortslage Landstreit und der benachbarte Schafberg (324 m). In der Gemarkung entspringen die Gewässer Erbsbach, Harsbach, Weihersbach und Himmelsbach als Quellbäche der Böber sowie der Holzbach. Diese Bäche sind Zuflüsse der Nesse und fließen nach Osten ab. Im westlichen Teil der Gemarkung entspringt der Michelsbach, ein etwa 5 km langer Zufluss der Hörsel. Bis zu seiner Verlandung im 19. Jahrhundert befand sich in einer natürlichen Senke der abflusslose Himmelsbacher See.
Die geographische Höhe des Hauptortes beträgt 290 m ü. NN.
Bei den Höfen Landstreit und Mittelshof befinden sich zwei kleinere Gehölzstreifen. Die Flur Hötzelsroda wird überwiegend landwirtschaftlich genutzt, weist aber seit den 1990er Jahren auch größere Industrie- und Gewerbeflächen auf.
Die Nachbarorte von Hötzelsroda sind im Süden die Stadt Eisenach, im Westen der Stadtteil Stregda, im Norden die Eisenacher Stadtteile Neukirchen und Berteroda sowie die Gemeinde Berka v. d. Hainich, im Osten die Ortsteile Bolleroda, Beuernfeld und Großenlupnitz der Gemeinde Hörselberg-Hainich sowie im Südosten der Eisenacher Stadtteil Stockhausen.

## Verkehr

### Straße
Die Ortslage ist durch die Landesstraße 1021 und die Kreisstraßen K 2 und K 2a an das Verkehrsnetz angebunden, die als Zubringer zur dicht nördlich der Ortslage verlaufenden Bundesautobahn 4 dienen. Die nächstgelegene Anschlussstelle, Eisenach-Ost, befindet sich etwa zwei Kilometer östlich bei Großenlupnitz. Teils unbefestigte Ortsverbindungswege führen nach Neukirchen, Berteroda und Bolleroda.

### Bahn
Eisenbahnanschluss besteht am Bahnhof Eisenach. Dem regionalen Luftverkehr dient der nahe Flugplatz Eisenach-Kindel in der Gemarkung Wenigenlupnitz.

### ÖPNV
Über die Buslinien 4 und 15 des Verkehrsunternehmen Wartburgmobil ist die Ortslage stündlich mit der Innenstadt und dem Bahnhof von Eisenach verbunden. Die Linie 151 der Verkehr Hainich OHG stellt Verbindungen Richtung Behringen und Bad Langensalza her.

## Geschichte

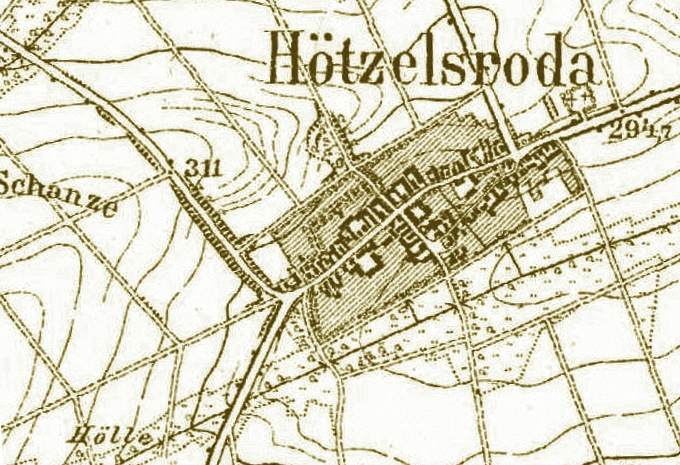
Siedlungsstruktur und Ausdehnung der Ortslage (um 1880)

Bodenfunde im „Feuersteinland“, auf den Ackerflächen östlich und westlich der „Siedlung“, verweisen auf Siedlungsstellen bereits seit der Jungsteinzeit. Die heutige Gemarkung mit partiellen Lößböden umfasst auch aufgelassene Siedlungsplätze beim Gut Landstreit und am Mittelshof. Als früheste Urkunde zur Ortsgeschichte gilt ein Dokument vom 20. März 1143. Der ursprüngliche Ortsname „Hertelsroda“ erinnert an die hochmittelalterliche Rodung eines Waldstücks durch einen „Hertel“. Die historische Ortslage ist in Form eines Straßendorfes angelegt.
Der Ort gehörte zum Amt Creuzburg. 1324 verkaufte die Familie von Kolmatsch das Dorf an das Eisenacher Nikolaikloster. Als Kirchenpatrone und Inhaber der niederen Gerichtsbarkeit saßen die Herren von Reineck in Hötzelsroda in einem repräsentativen Fachwerkhaus, das im Ort als „Schlösschen“ bezeichnet wurde und das neben der Kirche stand. Diesem vermutlich ältesten Haus des Ortes (aus dem 16. Jahrhundert) wurde im 19. Jahrhundert ein Neubau gegenübergestellt, in dem der Gerichtssaal und im Kellergeschoss ein separates Gewölbe als Verlies genutzt wurde. Das Gut wurde 1853 an eine Bietergemeinschaft aus dem Ort verkauft und aufgeteilt. Noch in den 1920er Jahren waren die Schlossgebäude vorhanden, der Abriss erfolgte kurz nach dem Zweiten Weltkrieg.
Dem Eisenacher Spital der Heiligen Elisabeth wurden 1414 Einkünfte in Heezelsrade überschrieben. Die heutige Hötzelsrodaer Kirche wurde 1716 erbaut.
Hötzelsroda ging in die deutsche Kriminalgeschichte ein: am 13. Juli 1804 fand die letzte Hinrichtung durch Verbrennung auf einem Scheiterhaufen statt; der Verurteilte war ein in Eisenach gefasster Einwohner aus Hötzelsroda, der zuvor bereits mehrfach als Brandstifter aufgefallen war. 1844 erwarb die Eisenacher Textilfabrikanten-Familie Eichel den benachbarten Herrensitz Dürrerhof. 
Im Deutsch-Französischen Krieg 1870–71 mussten 21 Einwohner aus Hötzelsroda ihr Leben lassen. Eine Gedenktafel an der Kirche und ein separater Gedenkstein erinnern an diese Opfer. 1879 wurden, basierend auf der Volkszählung von 1875 statistische Angaben zu allen Orten im Eisenacher Teil des Großherzogtums Sachsen-Weimar-Eisenach publiziert: Hötzelsroda hatte 1875 61 Wohnhäuser mit 363 Einwohnern. Die Größe der Flur betrug 436,9 ha davon Höfe und Gärten 8,6 ha, Wiesen 40,7 ha, Ackerfläche 380,1 ha, Wald 1,7 ha, Teiche, Bäche und Flüsse 0,4 ha, auf Wege, Triften, Ödland und Obstbauplantagen entfielen 66,0 ha. Der Viehbestand: 64 Pferde, 160 Rinder, 1143 Schafe, 206 Schweine 60 Ziegen sowie 18 Bienenvölker.
Von patriotischen Gefühlen nach der Reichseinigung durch Otto von Bismarck getragen formierte sich auch in Hötzelsroda um 1875 ein Kriegerverein mit 40 Mitgliedern sowie ein Turnverein. Der Ort spendete auch für die Errichtung des Eisenacher Bismarckturms auf dem nahen Wartenberg. Zum geselligen Leben trugen schon in den 1920er Jahren zwei Gasthöfe bei.
In den Jahren 1936–1937 wurde etwas abseits vom Dorfkern die so genannte Siedlung für Arbeiter und Angestellte des nahegelegenen Werkes der Flugmotorenfabrik Eisenach GmbH (ab Ende 1939 BMW Flugmotorenfabrik Eisenach) am Dürrerhof errichtet. Sie besteht aus etwa 100 Einfamilien- und Doppelhäusern mit einer Grundstücksgröße von je 600 bis 700 m². 350 Menschen fanden hier ein zu Hause. Zusammen mit der Siedlung wurden auch der Wasserturm, das Schulgebäude und eine Bäckerei gebaut.
1991 wurde Hötzelsroda Teil der Gemeinde Lerchenberg, welche 1994 nach Eisenach eingemeindet wurde. In dieser Zeit entstand am Südwestrand der Gemeinde ein Gewerbegebiet mit einer Ansiedlung der Robert Bosch GmbH und ein Einkaufszentrum; eine neue Verbindungsstraße nach Stregda und Großenlupnitz und ein weiteres großflächiges Wohngebiet wurde errichtet.

## Politik
Bei der Wahl am 26. Mai 2019 wurde Sabine Heep (parteilos) zur Ortsteilbürgermeisterin des Stadtteils gewählt.

## Sehenswürdigkeiten
- Dorfkirche
- ehemaliger Wasserturm am Rande der Siedlung
- Fachwerkhäuser im alten Ortskern
- Kriegsgräberstätte Hötzelsroda südlich des Ortes in Richtung des früheren Herrensitzes Dürrerhof: Hier befand sich im April 1945 ein Hauptverbandsplatz der Wehrmacht bei der Verteidigung der „Werralinie“ gegen die vorrückenden US-Truppen. Die als Ehrenfriedhof gestaltete Anlage ist noch heute der Zubettungsfriedhof für noch in Thüringen geborgene sterbliche Überreste deutscher Soldaten.

Die Nähe zum Nationalpark Hainich macht den Ort attraktiv für Urlauber und Wanderer.

Impressionen
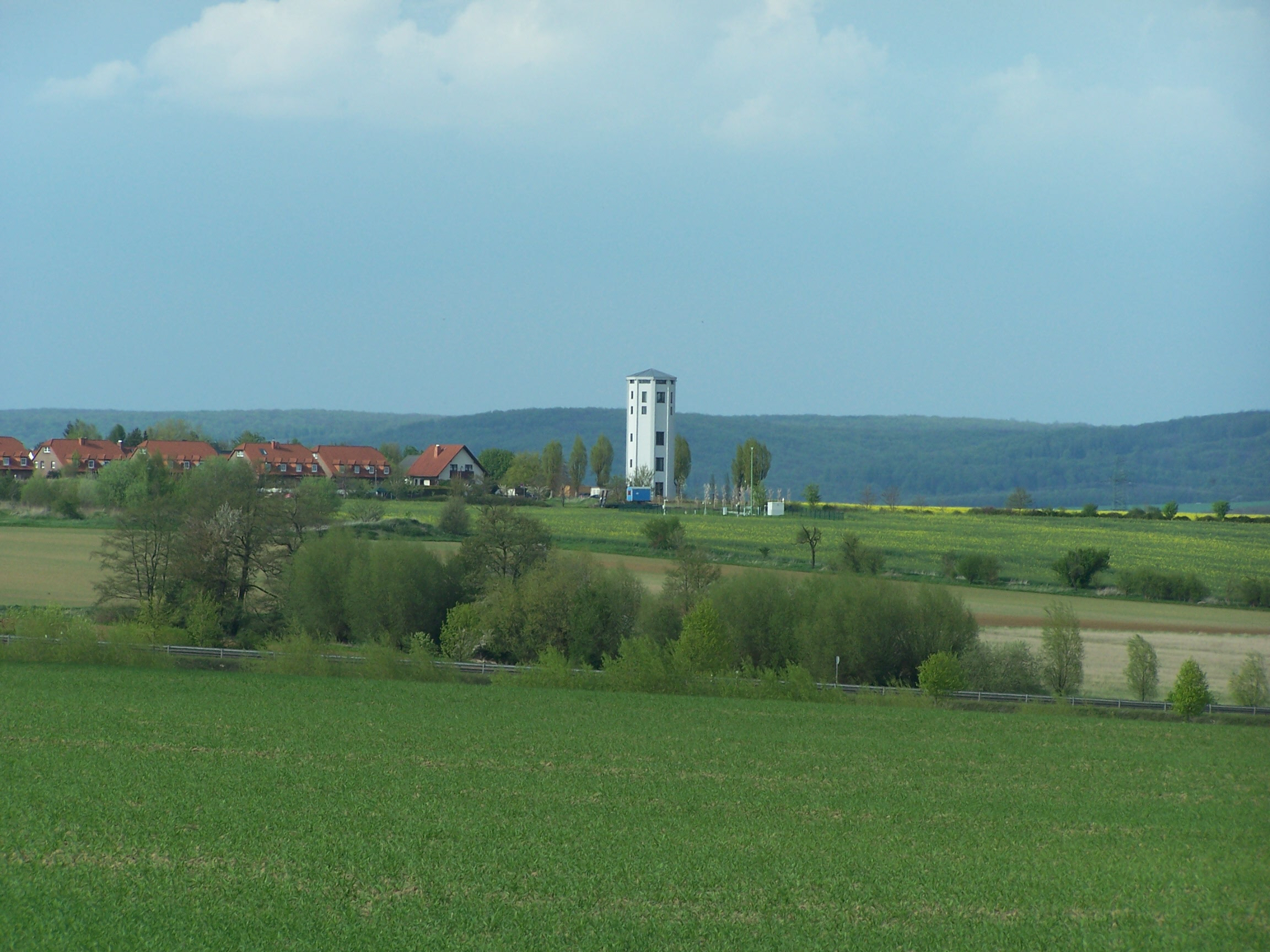
Siedlung mit Wasserturm
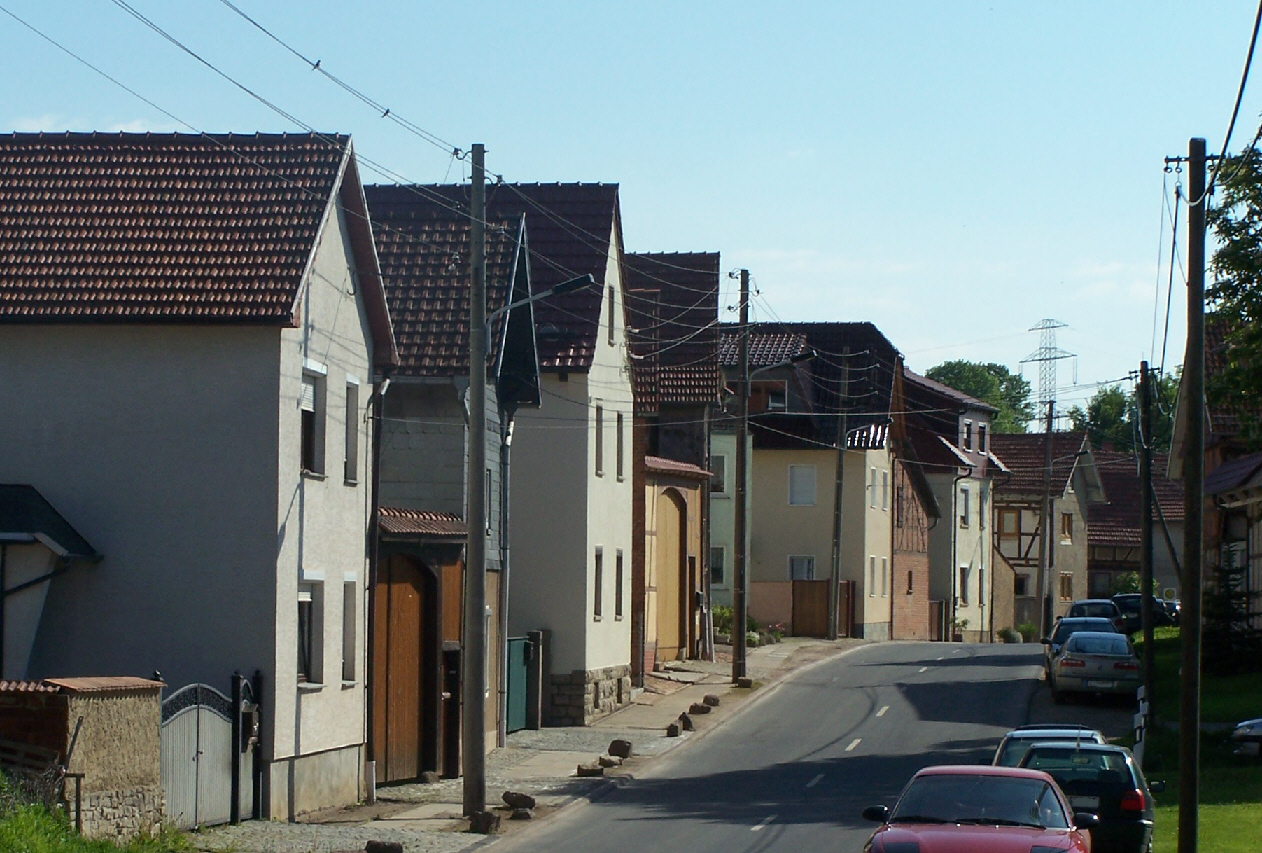
Gehöfte im historischen Ortskern
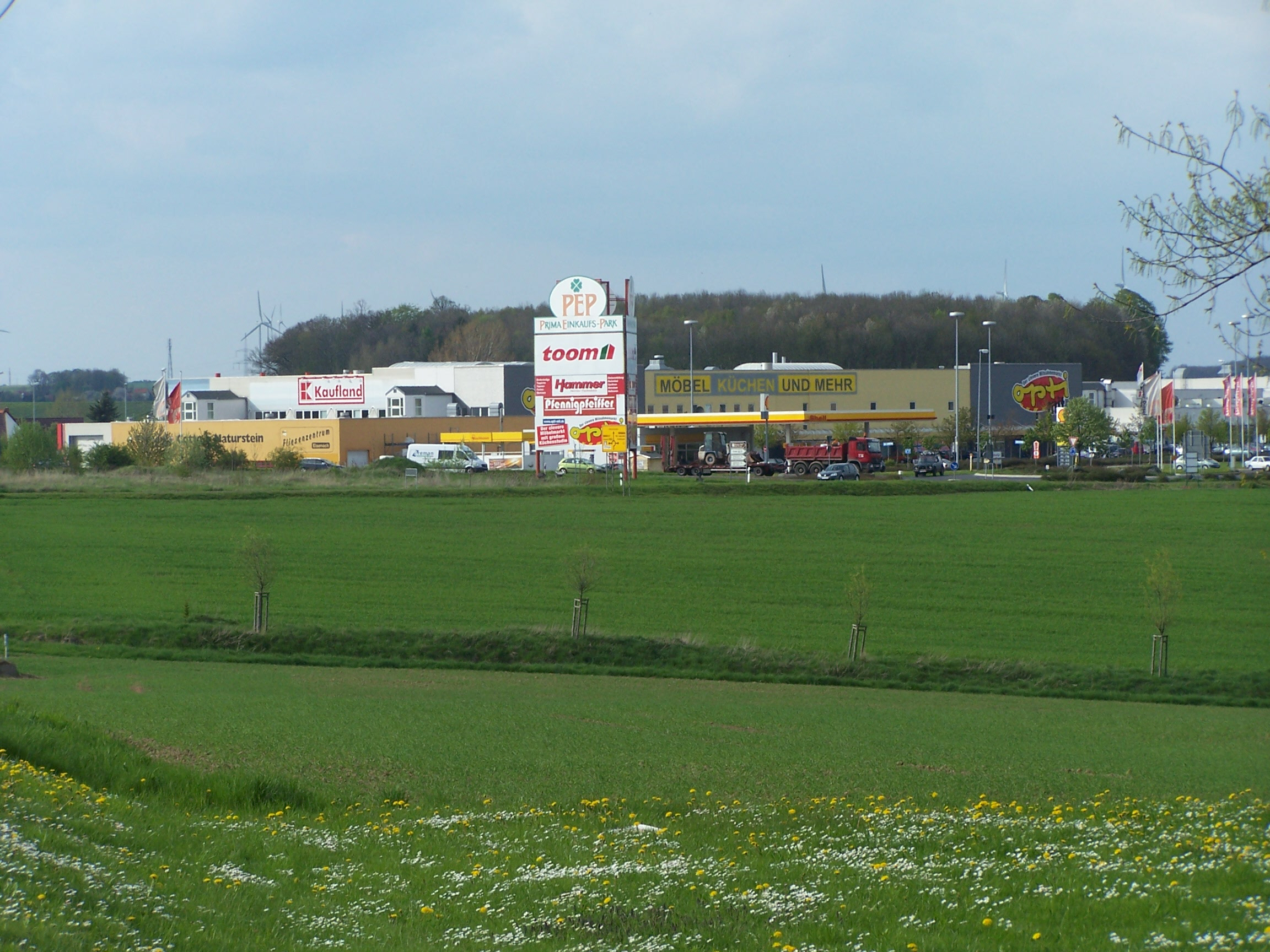
Gewerbegebiet und Einkaufspark
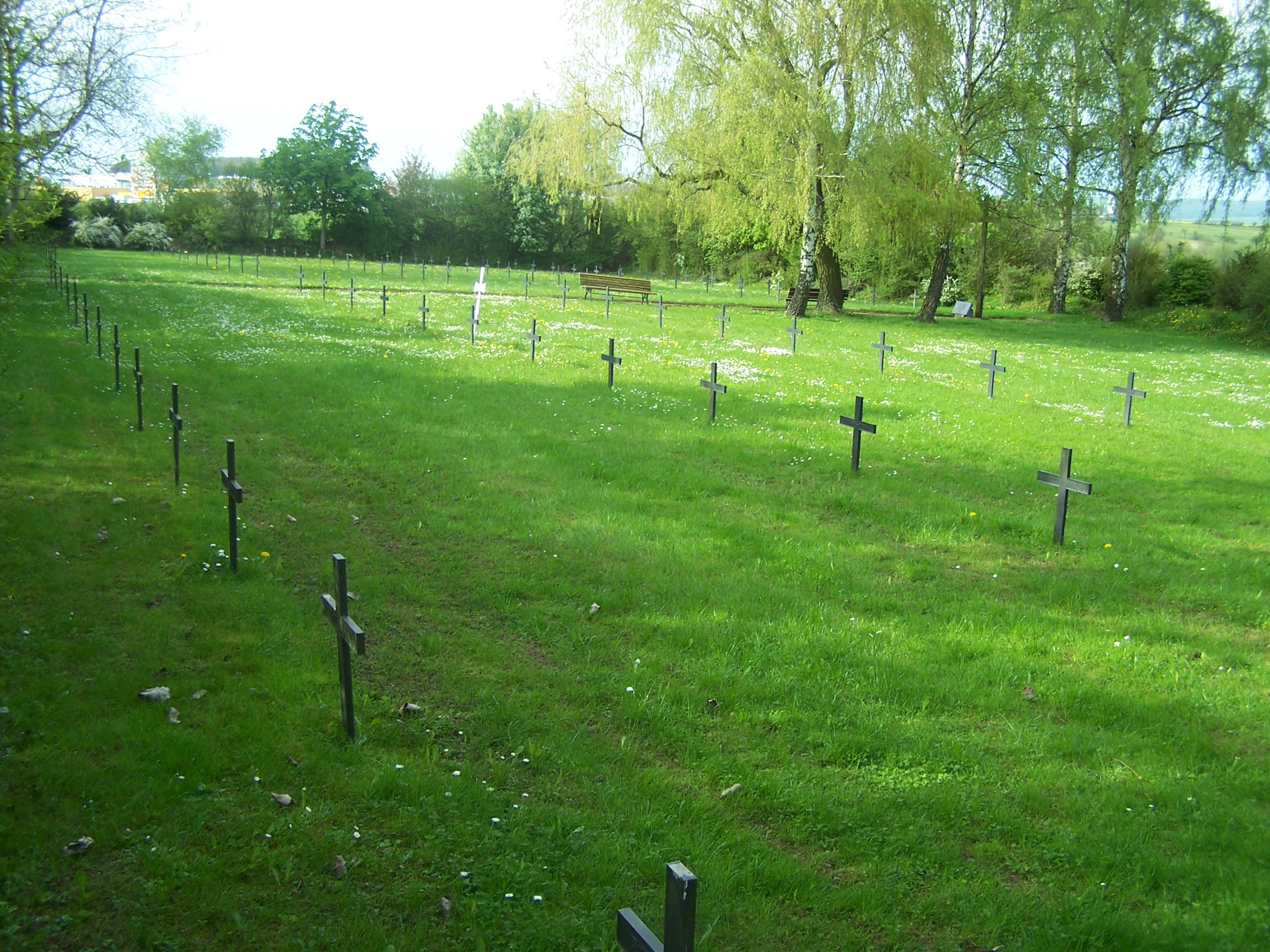
Soldatenfriedhof am Dürrerhofer Weg
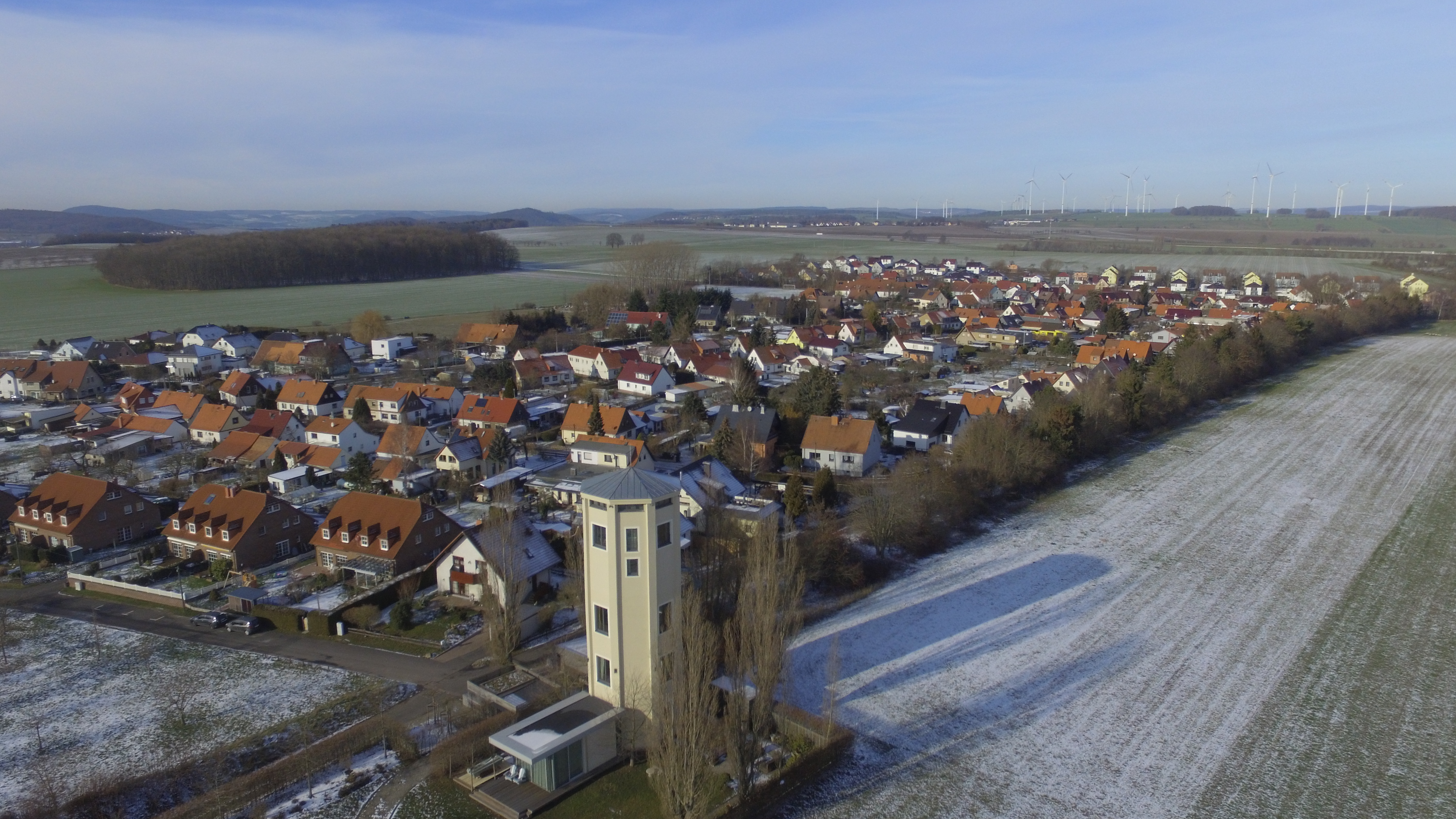
Hötzelsroda Siedlung Luftfoto

## Wirtschaft

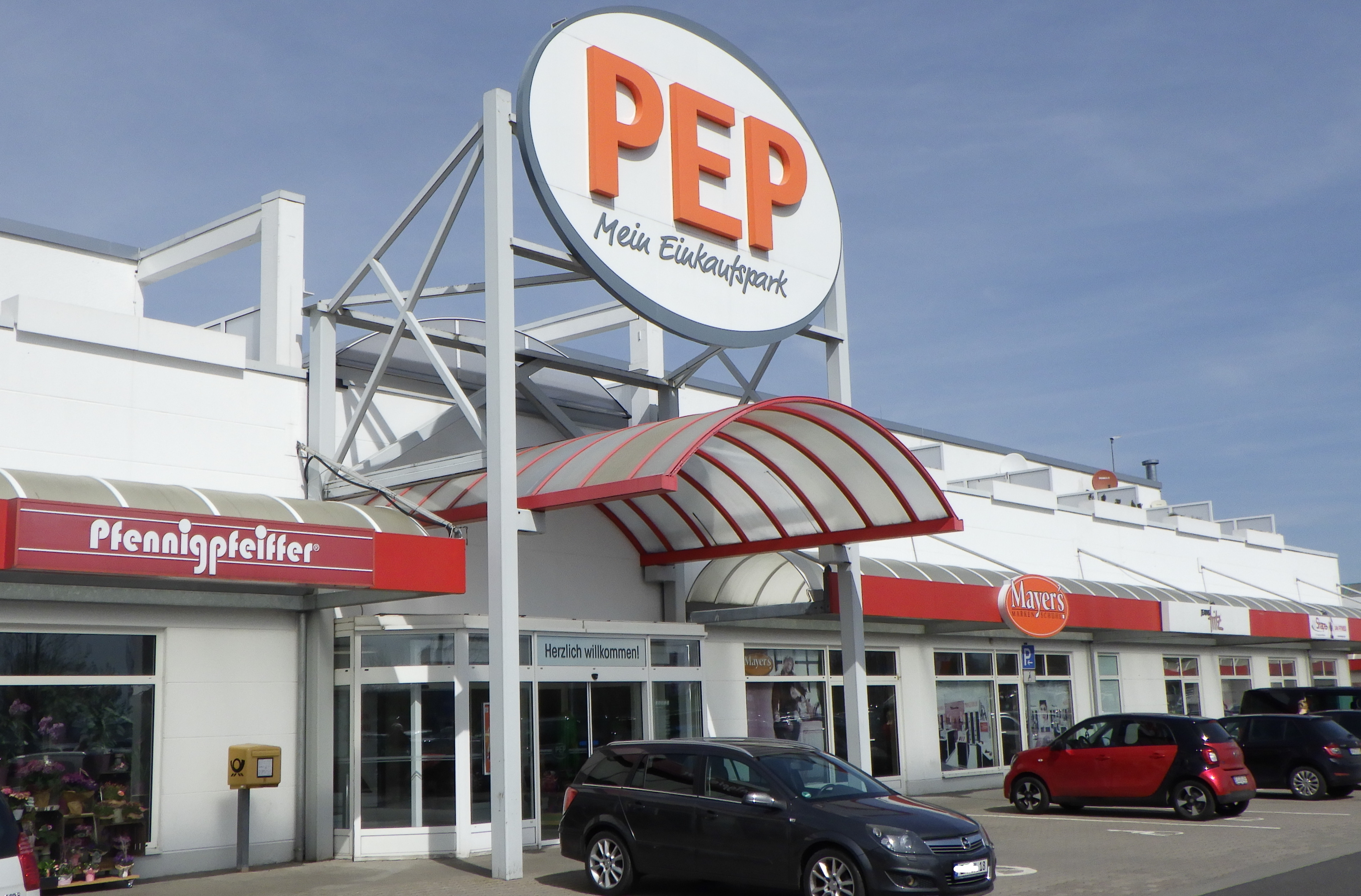
PEP-Einkaufszentrum, Eingang

Mit dem Industriegebiet Am Wartenberg und dem Gewerbegebiet Neue Wiese verfügt der Ort über ausgedehnte Industrie- und Gewerbeflächen. Wichtigstes Unternehmen ist die BOSCH-Niederlassung Eisenach. An der Neuen Wiese findet sich neben einer Tankstelle und mehreren Autohäusern mit dem PEP-Einkaufspark eines der großflächigsten Einkaufszentren Thüringens. Am ehemaligen Gut Mittelshof hat ein Agrarunternehmen seinen Sitz.